# Спілка праці українських образотворчих мистців
Спілка Праці Українських Образотворчих Мистців (СПУОМ) — мистецька організація, що діяла у Львові у 1941—1944 роках у системі Українського центрального комітету і об'єднувала близько 100 членів (1942). Голови Михайло Осінчук й Іван Іванець (з 1942).

## Діяльність спілки
СПУОМ влаштувала п'ять виставок:
- у грудні 1941 з участю 48 мистців,
- у червні 1942 — ретроспективну «Виставку чотирьох» (Івана Труша, Олекси Новаківського, Петра Холодного старшого і Павла Ковжуна),
- у січні 1943 — присвячену 25-літтю заснування Київської Академії Мистецтв (69 мистців),
- у травні 1943 — ретроспективну Олени Кульчицької,
- у грудні 1943 — виставку 99 мистців.

Крім того, СПУОМ влаштовувала дискусійні вечори.